# Василий (Циопанас)
Епи́скоп Васи́лий (греч. Επίσκοπος Βασίλειος, в миру Василиос Циопана́с, греч. Βασίλειος Τσιοπανάς; 4 мая 1939, Месариста — 13 мая 2023, Штутгарт) — архиерей Константинопольской православной церкви, епископ Аристийский (1976—2023), викарий Германской митрополии.

## Биография
Родился 4 мая 1939 года в деревне Месаристе в Греции.
Учился в Патмосской богословской школе. В 1963 году окончил Халкинскую богословскую школу и 9 июня того же года ректором семинарии митрополитом Ставропольским Максимом (Репанеллисом) был хиротонисан во иеродиакона после чего направлен в Германию для обучения богословию и философии в Тюбингенском университете. Окончил обучение в университете в 1966 году (научный руководитель профессор Финк).
23 октября 1966 года в Свято-Георгиевском храме в Вене митрополитом Австрийским Хризостомом (Цитером) хиротонисан во иеромонаха и направлен на служение в православный приход в Риме.
15 января 1976 года Священным синодом Константинопольского патриархата по предложению митрополита Германского Иринея (Галанакиса) был избран для рукоположения во епископа Аристийского, викария Германской митрополии. 1 февраля 1976 года в церкви Святого апостола Павла в православного центра Константинопольского патриархата в Шамбези состоялась его епископская хиротония. Хиротонию возглавил митрополит Халкидонский Мелитон (Хадзис).
С 2007 года являлся представителем Германской митрополии в Баден-Вюртемберге и регулярно представлял епархию на официальных мероприятиях в Баварии. Среди прочего, он был редактором проповедей в радиопередачах греческой программы Баварского радио, докладчиком на Священническом совещании Германской митрополии, членом Объединенного комитета Священной митрополии Германии и Римско-католической епископальной ассамблеи Германии, членом делегации Константинопольского патриархата во время двусторонних богословских встреч Вселенского патриархата и Евангелической церкви Германии. Также с момента основания в 2010 году Православного епископского собрания в Германии был председателем его Богословского комитета.
Скончался 13 мая 2023 года. Отпевание было совершено 17 мая 2023 года в церкви святых Петра и Павла в Штутгарте, а погребение — на кладбище родного села Месариста в Греции.